# Martinus von Biberach

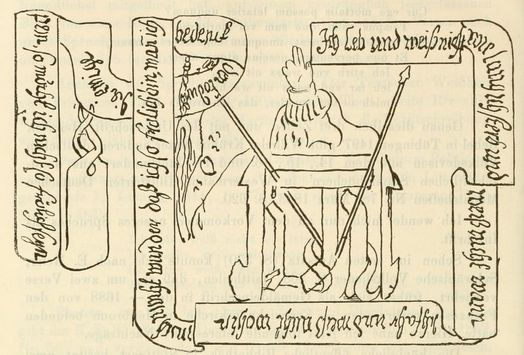
Croquis (XVIIIe siècle) du dicton de Martinus, dans l'ancienne abbaye franciscaine de Heilbronn.

Maître Martinus de Biberach (mort en 1498) était un clerc allemand du XVe siècle de Heilbronn, dans le Saint-Empire. Son nom se trouve après un quatrain, retrouvé sur la couverture d'un manuscrit (haec magister Martinus in Bibrach. 1498), mais le quatrain est certainement bien antérieur à l'année indiquée. On ne sait rien de la vie de ce scripteur, et ce qui a été désigné plus tard fautivement comme son épitaphe, n'est qu'un prologue versifié, devenu familier dans le monde chrétien et qui est fréquemment cité ou détourné dans la littérature allemande (cf. Bertolt Brecht, Der Radwechsel) :
| « Ich leb und waiß nit wie lang, ich stirb und waiß nit wann, ich far und waiß nit wahin, mich wundert das ich [so] frölich bin. » | Je vis, et je ne sais pas pour combien de temps, Je mourrai et je ne sais pas quand, Je m'en vais, et je ne sais pas où, Je m'étonne d'être [si] joyeux. |

La paternité de Martinus de Biberach est fréquemment remise en cause ; ainsi Konrad Bollstatter, dont le recueil de proverbes (1468-69) est la plus ancienne source, attribue ces vers à Walther von der Vogelweide. On en retrouve des variantes dans divers manuscrits de la fin du XVe siècle,. Ils ont aussi été désignés comme la « devise » de l'empereur Maximilien Ier. Sur l'un des murs historiés du château de Tratzberg, on peut lire ce graffiti calligraphié à la craie : « Leb, waiß nit wie lang und stürb, waiß nit wann mueß faren, waiß nit wohin mich wundert, das ich so frelich bin. »
D'après une chronique, ce texte est un extrait d'un poème relevé sur un tableau de l'abbaye franciscaine de Heilbronn, détruite en 1688: « Ich leb und weiß nicht wie lang / ich sterb und weiß nicht wan / ich fahr und weiß nicht wahin / mich nimmt wunder daß ich so frelich bin / wan ich bedenk den dot und di ewige pein / so mecht ich nicht so frelich sein. »
Martin Luther connaissait ce dicton et le citait comme le « psaume des impies » (Reim der Gottlosen), car selon lui la situation des Chrétiens était exactement opposée : eux savent d'où ils viennent et où ils vont, à savoir de Dieu, mais redoutent néanmoins la mort car ils savent qu'en tant que « fils d'Adam », ils doivent mourir dans la souffrance. Luther a développé cette idée dans l'un de ses sermons du dimanche, Judica, consacré à l'interprétation de Jn 8 46-59, et où il propose sa version « rectifiée » : Ich lebe, so lang Gott will, / ich sterbe, wann und wie Gott will, / ich fahr und weiß gewiß, wohin, / mich wundert, daß ich traurig bin!